# وفاة وجنازة روح الله الخميني
في 3يونيو 1989، في الساعة 22:20 بتوقيت جرينتش، توفي الخميني  زعيم الثورة الإيرانية وأول زعيم أعلى ومؤسس جمهورية إيران الإسلامية، في جماران بطهران الكبرى عن عمر يناهز 86 عامًا بعد أن أمضى أحد عشر يومًا في جلسة خاصة. مستشفى بالقرب من إقامته، بعد إصابته بخمس نوبات قلبية في عشرة أيام. وقدرت مصادر أخرى عمره بـ 89 عامًا، وسردت سبب الوفاة على أنه نزيف في الجهاز الهضمي.  
أقيم الخميني  في جنازة رسمية ثم دفن في مقبرة بهشت الزهراء  في جنوب طهران. كما تشير التقديرات إلى أن 10(إلى 17) مليون شخص شاركوا في جنازته، وتم تسميتها على أنها أكبر جنازة في جميع أنحاء العالم.

## خدمة الجنازة

### الجنازة الأولى
في 5يونيو، تم نقل التابوت مع جثة الخميني إلى المصلى، وهي قطعة أرض شاغرة في شمال طهران. عُرضت الجثة هناك على منصة عالية مصنوعة من حاويات شحن فولاذية، في علبة زجاجية مكيفة الهواء، ملفوفة في كفن أبيض. بقيت هناك حتى اليوم التالي. وكان مئات الآلاف من المعزين قد رأوا الجثة. في 6يونيو، تم إنزال الجثمان وفتح التابوت لمحمد رضا كلبايکاني لإمامة صلاة الجنازة التي استمرت 20دقيقة. بعد ذلك، بما أن حشود المعزين قد تضخمت بين عشية وضحاها لتصل إلى عدة ملايين، كان من المستحيل تسليم الجثمان إلى المقبرة عبر طهران إلى الجزء الجنوبي من المدينة في موكب. في نهاية المطاف، تم نقل الجثة إلى طائرة هليكوبتر تابعة لطيران الجيش وتم نقلها جواً إلى المقبرة.
في المقبرة، اندفع الحشد متجاوزًا الحواجز المؤقتة وفقدت السلطات السيطرة على الأحداث.

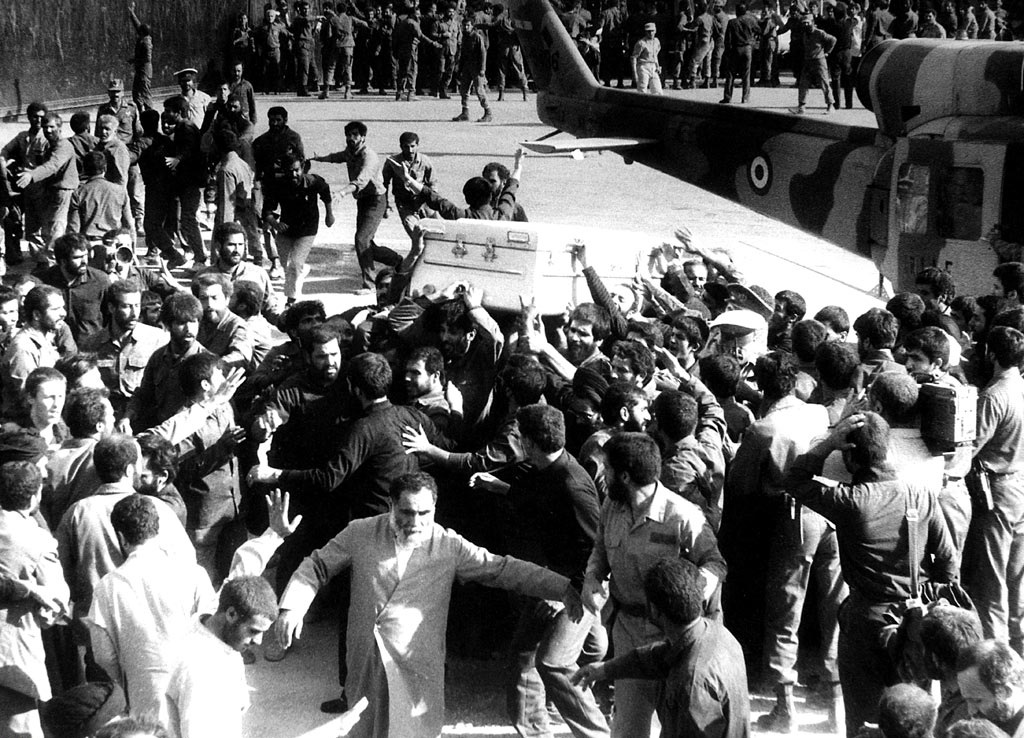
رجال حداد يسحبون نعش الخميني من المروحية.

### الجنازة الثانية
لتخفيف الحشد، تم الإعلان في التلفزيون والإذاعة عن تأجيل الجنازة. بعد خمس ساعات، أعيد الجثمان إلى المقبرة وهذه المرة كان الحراس على استعداد أفضل. تم إخراج الجثة من طائرة هليكوبتر ومختومة في صندوق معدني يشبه حاوية شحن تابعة لشركة الطيران. مرة أخرى، اخترق الحشد الطوق، لكن بسبب كثرة الأعداد تمكن الحراس من شق طريقهم إلى القبر. هناك بحسب مراسلي مجلة تايم:
تمزق الغطاء المعدني للتابوت ودحرجت الجثة في القبر. تمت تغطية القبر بسرعة بألواح خرسانية وحاوية شحن كبيرة.
في عام 1992، تم الانتهاء من بناء ضريح روح الله الخميني في موقع الدفن.